# Orientispa shirozui
Orientispa shirozui là một loài côn trùng trong họ Mantispidae thuộc bộ Neuroptera. Loài này được Nakahara miêu tả năm 1961.